# Os Fidalgos da Casa Mourisca
Pour plus de détails, voir Fiche technique et Distribution.
Os Fildalgos da Casa Mourisca est un film dramatique portugais réalisé par le réalisateur français Georges Pallu, sorti en 1920.

## Fiche technique
- Titre : Os Fidalgos da Casa Mourisca
- Réalisation : Georges Pallu
- Scénario : Júlio Dinis
- Musique : Armando Leça
- Photographie : Maurice Laumann
- Production : Henrique Alegria et Alfredo Nunes de Matos
- Société de production : Invicta Filmes
- Pays :  Portugal
- Genre : Drame
- Dates de sortie : 
  -  Portugal : 14 janvier 1921

## Distribution
- Pato Moniz : Dom Luis de Negrao, un membre de la noblesse décadente
- Etelvina Serra, Berta, la fille de Tomé de Povoa qui épouse Jorge
- Mario Santos : Jorge de Negrao, l'un des deux fils de Dom Luis, qui épouse Berta
- Erico Braga : Mauricio de Negrao, l'autre fils de Dom Luis
- Adelina Fernandes : la baronne de Soto Real
- Antonio Pinheiro : Tomé de Pova, le père de Berta